# Meadowbrook (Alabama)
Meadowbrook statisztikai település az USA Alabama államában, Shelby megyében. Lakosainak száma 9688 fő (2020. április 1.).

## Népesség
A település népességének változása:

| 2010 | 8 769 |
| 2020 | 9 688 |